# Bukovany (Hodoníni járás)
Bukovany település Csehországban, Hodoníni járásban. Bukovany Sobůlky, Nechvalín, Ostrovánky és Kyjov településekkel határos. Lakosainak száma 685 fő (2024. január 1.).

## Népesség
A település lakosságának változását az alábbi diagram mutatja:
| Lakosok száma | 581  | 699  | 718  | 893  | 829  | 740  | 721  | 694  | 665  | 685  |
|               | 1869 | 1900 | 1921 | 1961 | 1980 | 2011 | 2016 | 2019 | 2021 | 2024 |